# Proparachaetopsis downsi
Proparachaetopsis downsi är en tvåvingeart som först beskrevs av Henry J. Reinhard 1953.  Proparachaetopsis downsi ingår i släktet Proparachaetopsis och familjen parasitflugor. Inga underarter finns listade i Catalogue of Life.